# Zoológico de Karachi
El Zoológico de Karachi (en urdú: کراچی چڑیاگھر) también conocido como Jardín zoológico de Karachi se encuentra en las vías Nishter y Sir Agha Khan III en Karachi, Sindh, Pakistán. Es el zoológico más antiguo del país después del zoológico de Lahore.
El zoológico de Karachi, fue establecido en el año 1878, siendo llamado comúnmente como "Jardín de Mahatma Gandhi (urdu: باغ مہاتما گاندھی). En 1861, el zoológico fue trasferido al municipio por el gobierno central. En 1878, el municipio puso el zoológico en un fideicomiso que se desarrolló a partir de la suscripción pública. Más tarde, el zoológico fue abierto de nuevo al público en 1881. Tras la independencia de Pakistán en 1947, el nombre fue cambiado a "Jardín Zoológico de Karachi" o "Zoológico de Karachi" para abreviarlo.